# Marcantonio Bragadin
Marcantonio Bragadin (Velence, 1523. április 21. – Famagusta, 1571. augusztus 17.) velencei katona, a ciprusi Famagusta kapitánya volt a negyedik velencei–török háború idején. A törökök, miután több hónap ostrom után feladta a várost, elevenen megnyúzatták.

## Pályafutás

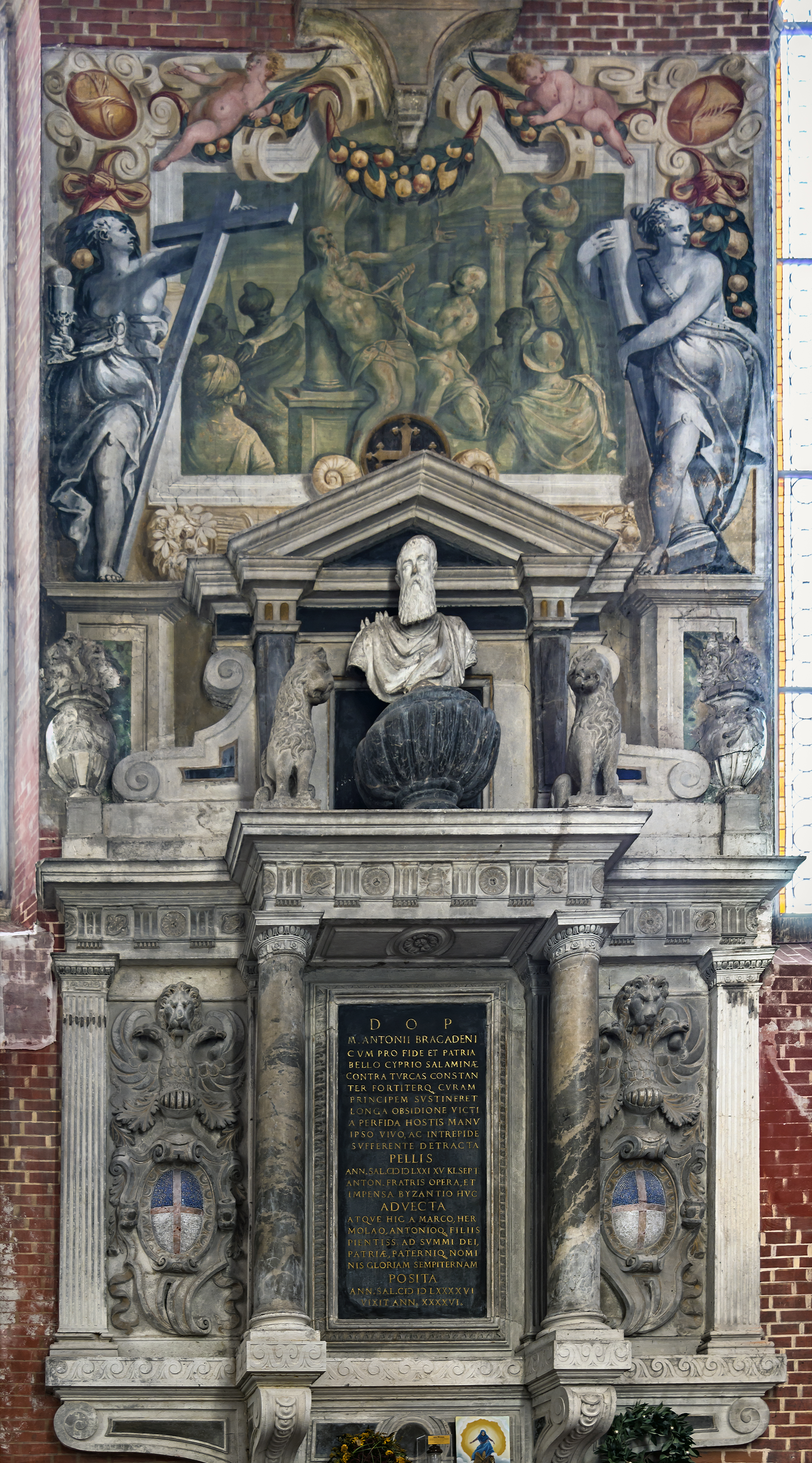
A sírja Velencében

Jogászként kezdte pályáját, majd 1543-ban úgy döntött, hogy csatlakozik a haditengerészethez. 1560-ban beválasztották a város magisztrátusába, 1566-ban gályakapitány lett, 1569-ben pedig Ciprus kapitányává, polgári kormányzójává, Famagusta parancsnokává nevezték ki. Ciprusra érkezése után Famagustában rendezkedett be, és megkezdte a város megerősítését. Az Oszmán Birodalom hadserege 1570. július 3-án szállt partra a szigeten. Szeptemberben megkezdődött Famagusta ostroma.
A város 1571. július 3-án esett el. Bragadin megállapodott a megadás feltételeiről a török parancsnokkal. Az egyezség értelmében a keresztények szabadon elvonulhattak. A törökök négy napig betartották a megállapodást, de az ötödik napon parancsnokuk, Lala Musztafa pasa azzal vádolta meg a velencei kapitányt, hogy megölette a török hadifoglyokat, majd előrántotta a kardját, és levágta Bragadin jobb fülét. Ezt követően utasította katonáit, hogy a másik fülét és az orrát is metsszék le, majd mészárolják le a városban rekedt keresztényeket.
Bragadint börtönbe vetették. Két hét múlva, augusztus 17-én végighurcolták a városon, szolgája, Andrea kíséretében, aki áttért az iszlámra, hogy urával maradhasson. Bragadint egy székbe kötözték, amelyet egy árbochoz rögzítettek, majd megmerítették a tengerben, hogy „megnézhesse” a hónapokon át várt, de soha meg nem érkező felmentő flottát. Ezután a Szent Miklós-templom mögötti térre vitték, ahol meztelenre vetkőztették, majd egy zsidóval[forrás?] elevenen megnyúzatták. A testét felnégyelték és közszemlére tették, a bőrét szalmával tömték ki, ökörháton mutogatták, majd Isztambulba küldték II. Szelim oszmán szultánnak.
A bőrt a városban őrizték 1580-ig, amíg egy velencei hajós, Girolamo Polidori el nem lopta. A mártírként tisztel Bragadin lenyúzott bőrét Velencében, a Szent János és Szent Péter-bazilikában helyezték örök nyugalomra.